# Get Into Rugby
Get Into Rugby je međunarodna organizacija koja za cilj ima omasovljavanje ragbi populacije. Program se sastoji iz tri faze, Probaj, Igraj, Ostani.

## Upoznavanje
Program Get Into Rugby u saradnji sa World Rugby ima za cilj omasovljavanje sporta. Zadatak programa je rast Ragbija nakon ponovnog prikljucivanja Olimpijskim igrama koje su bile u Rio de Ženeriju i nakon toga na Svetskom Ragbi prvenstvu u Japanu 2019. godine.
Cilj programa je da ohrabri decu svih uzrasta da Probaju, Igraju se i da Ostanu u Ragbiju. Get Into Rugby ce promovisati vrednosti igre i potruditi se da deca probaju ragbi u bezbednom i progresivnom okruženju. Najveći akcenat projekta Get Into Rugby je na bezbednosti dece.
Program se sastoji iz tri faze : Try, Play, Stay.

### Faza probajTRY[2]
Faza TRY je napravljena tako da se kroz razne igre deca animiraju i da se time podstakne na razvijanje kreativnosti. Takođe je bitno da u ovom fazi deca budu maksimalno sacuvana od eventualnih povreda, pa se u ovoj fazi jos ne uvode elementi ragbija koje sadrze kontakt.

### Faza igrajPLAY[2]
Faza PLAY je napravljena tako da su deca u ovoj fazi upoznata dovoljno sa ragbijem i da su obučena i da igraju. U ovoj fazi je takođe najveći akcenat na bezbednost dece. Formiraju se razni ragbi festivali gde deca mogu da prikažu svoje umeće koje su stekli korz fazu TRY i kroz ono sto su im preneli treneri.

### Faza ostaniSTAY[2]
Ovo je faza gde su deca kompletno obučena i pripremljena da igraju svoje prave utakmice. Naučena da se paze, da čuvaju sebe i saigrače, kao i protivnike. Spremna za jedinstveno uživanje koje može da im pruži ragbi.

## Prijatelji Projekta
Ragbi savez Srbije
Rugby Europe
World Rugby

## Spoljašnje veze
Zvanična Facebook stranica GIR programa u Srbiji GIR Srbija